# Édouard Candeveau
Édouard Candeveau (11 de febrero de 1898-noviembre de 1989) fue un deportista suizo que compitió en remo.
Participó en tres Juegos Olímpicos de Verano entre los años 1920 y 1928, obteniendo dos medallas, bronce en Amberes 1920 y oro en París 1924. Ganó seis medallas en el Campeonato Europeo de Remo entre los años 1920 y 1931.

## Palmarés internacional
| Juegos Olímpicos   | Juegos Olímpicos       | Juegos Olímpicos  | Juegos Olímpicos   |
| Año                | Lugar                  | Medalla           | Prueba             |
| ------------------ | ---------------------- | ----------------- | ------------------ |
| 1920               | Amberes (Bélgica)      | Medalla de bronce | Dos con timonel    |
| 1924               | París (Francia)        | Medalla de oro    | Dos con timonel    |
| Campeonato Europeo |                        |                   |                    |
| Año                | Lugar                  | Medalla           | Prueba             |
| 1920               | Mâcon (Francia)        | Medalla de plata  | Dos con timonel    |
| 1922               | Barcelona (España)     | Medalla de oro    | Dos con timonel    |
| 1923               | Como (Italia)          | Medalla de oro    | Dos con timonel    |
| 1925               | Praga (Checoslovaquia) | Medalla de bronce | Cuatro con timonel |
| 1929               | Bydgoszcz (Polonia)    | Medalla de oro    | Doble scull        |
| 1931               | París (Francia)        | Medalla de oro    | Scull individual   |